# Пінчук Тарас Володимирович
Тарас Володимирович Пінчук (нар. 27 квітня 1989, Київ, УРСР, СРСР) — український футболіст, захисник клубу «Лівий берег» (Київ).

## Клубна кар'єра
Вихованець футбольної школи «Динамо» (Київ), кольори якого захищав з 2002 по 2006 рік в юніорських чемпіонатах України (ДЮФЛУ). Дорослу футбольну кар'єру розпочав 25 травня 2006 року в другій команді київського «Динамо».
У липні 2010 року відправився в оренду до кіровоградської «Зірки». Влітку 2012 року зірка викупила контракт Тараса. У січні 2014 року за обопільною згодою сторін контракт було розірвано і гравець перейшов у «Геліос».
Влітку 2015 року підсилив «Оболонь-Бровар».
19 липня 2018 року перейшов до ПФК «Суми». 5 вересня 2018 року підписав контракт з рівненським «Вересом».
З 2021 року — гравець клубу «Лівий берег» (Київ).
Під час російського вторгнения в Україну 2022 року вступив до лав ЗСУ.

## Кар'єра в збірній
Викликався до складу юнацьких збірних України різних вікових категорій.